# Bohuslavice (okres Opava)
Bohuslavice (německy Buslawitz, polsky Bogusławice) jsou obec v okrese Opava v Moravskoslezském kraji. Žije zde přibližně 1 800 obyvatel a katastrální území Bohuslavice u Hlučína má rozlohu 1533 ha.
Ve vzdálenosti sedm kilometrů jihovýchodně leží město Hlučín, šestnáct kilometrů jižně statutární město Ostrava a šestnáct kilometrů západně statutární město Opava.

## Historie
První písemná zmínka o obci pochází z roku 1288.

## Obyvatelstvo
| Rok            | 1869  | 1880  | 1890  | 1900  | 1910  | 1921  | 1930  | 1950  | 1961  | 1970  | 1980  | 1991  | 2001  | 2011  | 2021  |
| -------------- | ----- | ----- | ----- | ----- | ----- | ----- | ----- | ----- | ----- | ----- | ----- | ----- | ----- | ----- | ----- |
| Počet obyvatel | 1 094 | 1 128 | 1 130 | 1 202 | 1 177 | 1 171 | 1 273 | 1 204 | 1 429 | 1 438 | 1 494 | 1 499 | 1 568 | 1 621 | 1 706 |
| Počet domů     | 186   | 192   | 196   | 198   | 207   | 209   | 231   | 231   | 293   | 314   | 345   | 405   | 413   | 441   | 490   |

## Obecní správa
Od 1. ledna 1979 do 23. listopadu 1990 k obci patřila Závada.

### Obecní symboly
Znak a vlajka byly obci uděleny rozhodnutím předsedy Poslanecké sněmovny Parlamentu České republiky dne 13. února 1996.

## Pamětihodnosti
- Kostel Nejsvětější Trojice
- Kaple

## Galerie

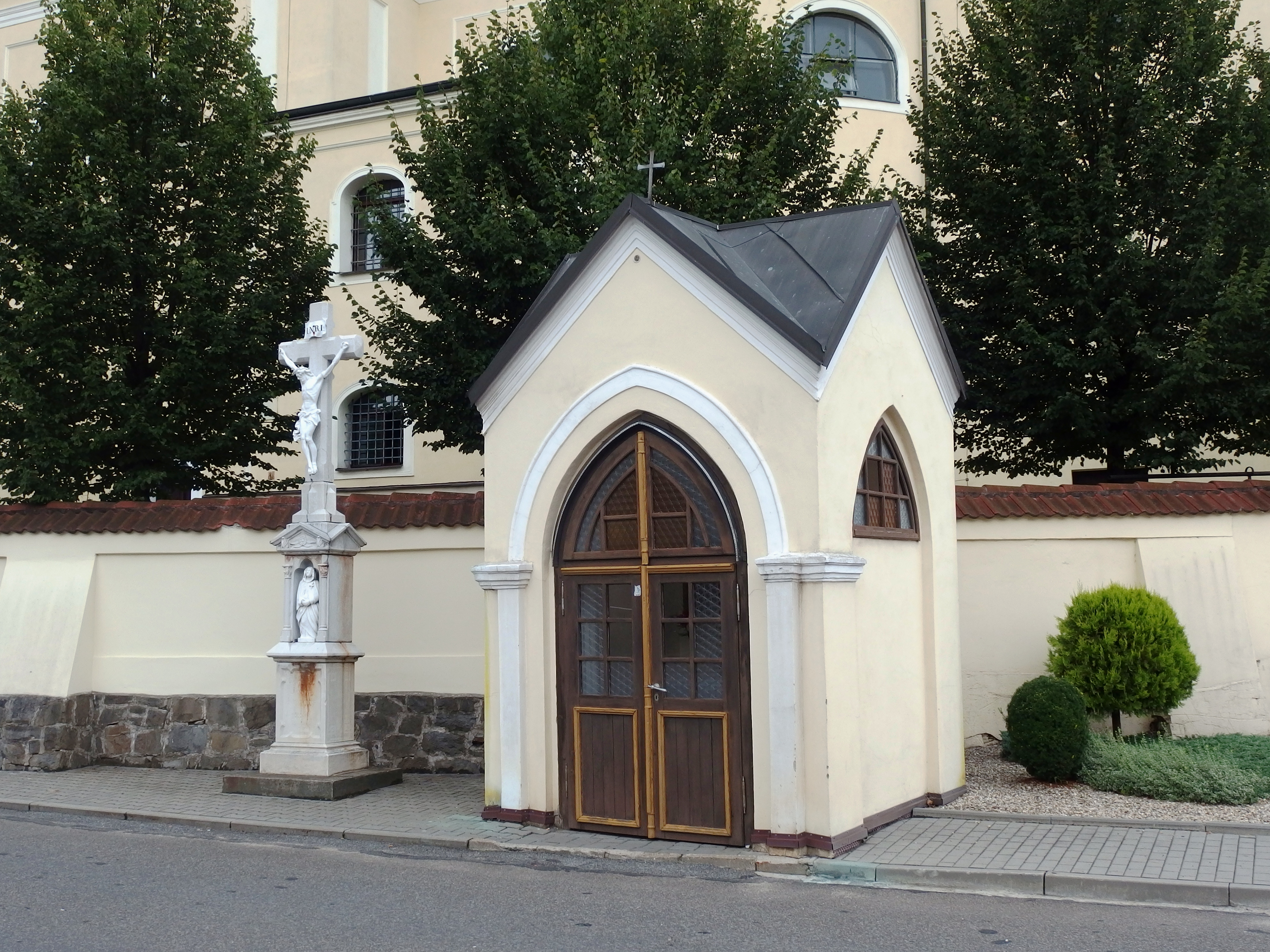
Kaple při bočním vstupu do kostela
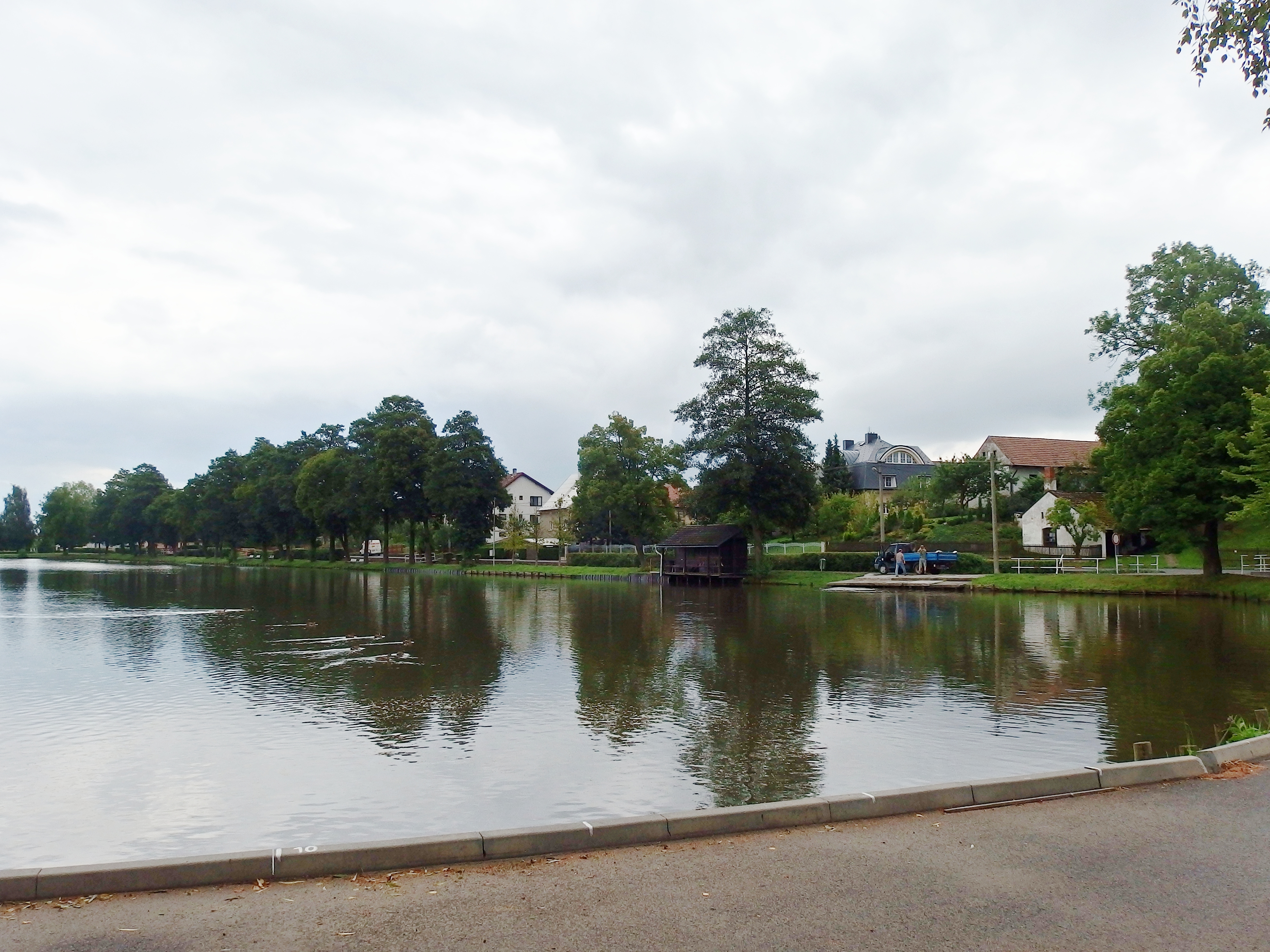
Rybník
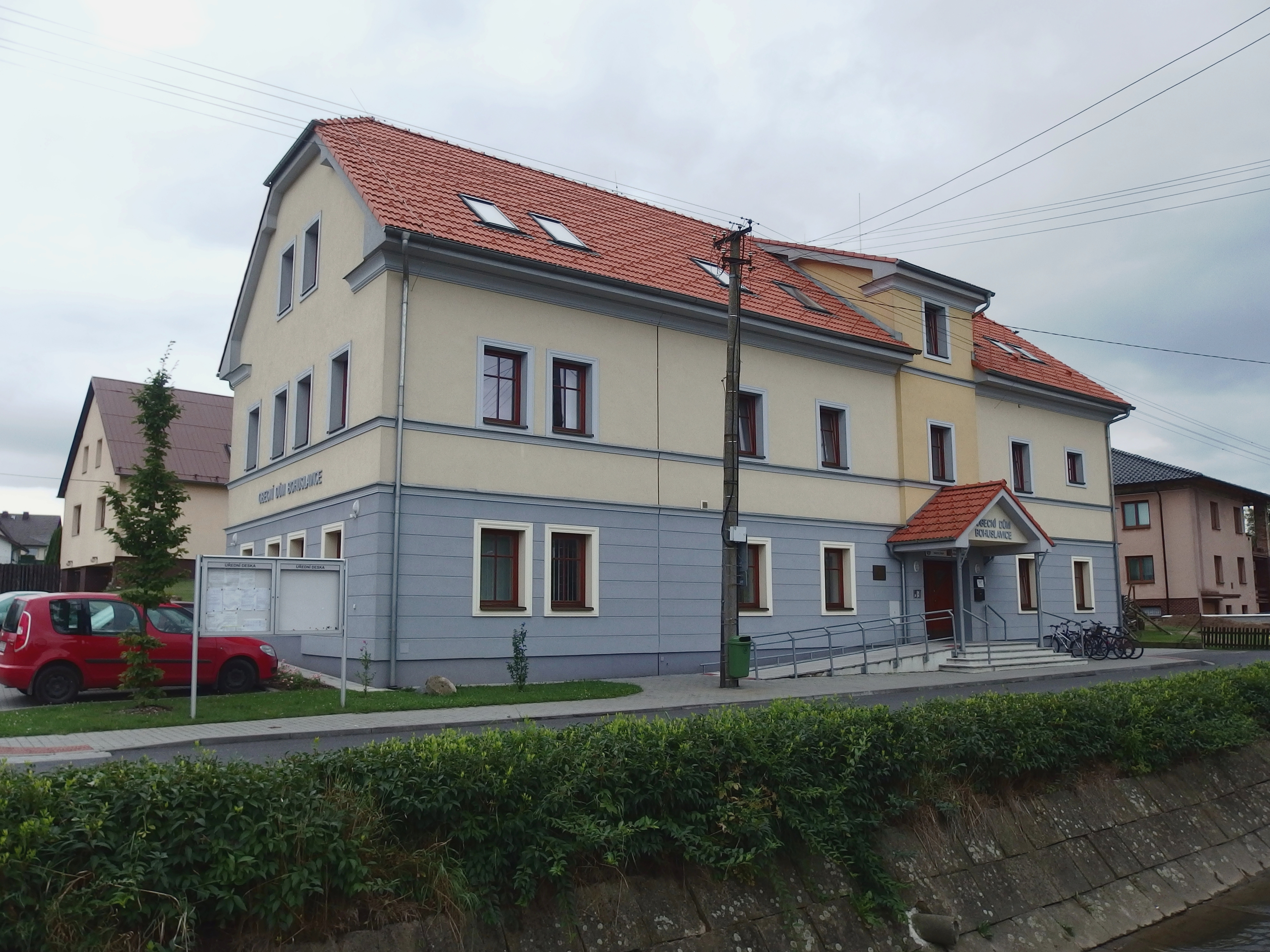
obecní úřad
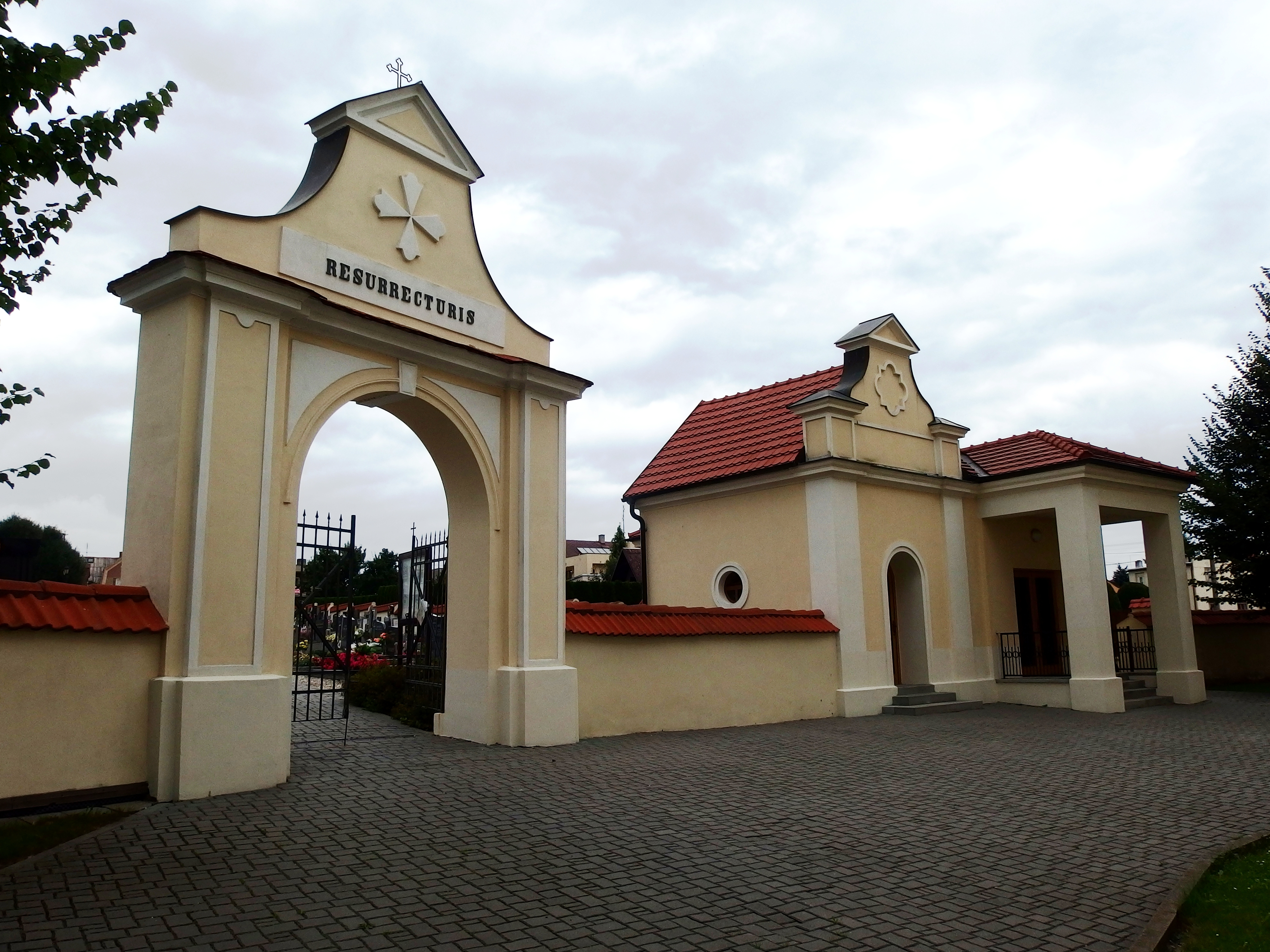
Brána hřbitova
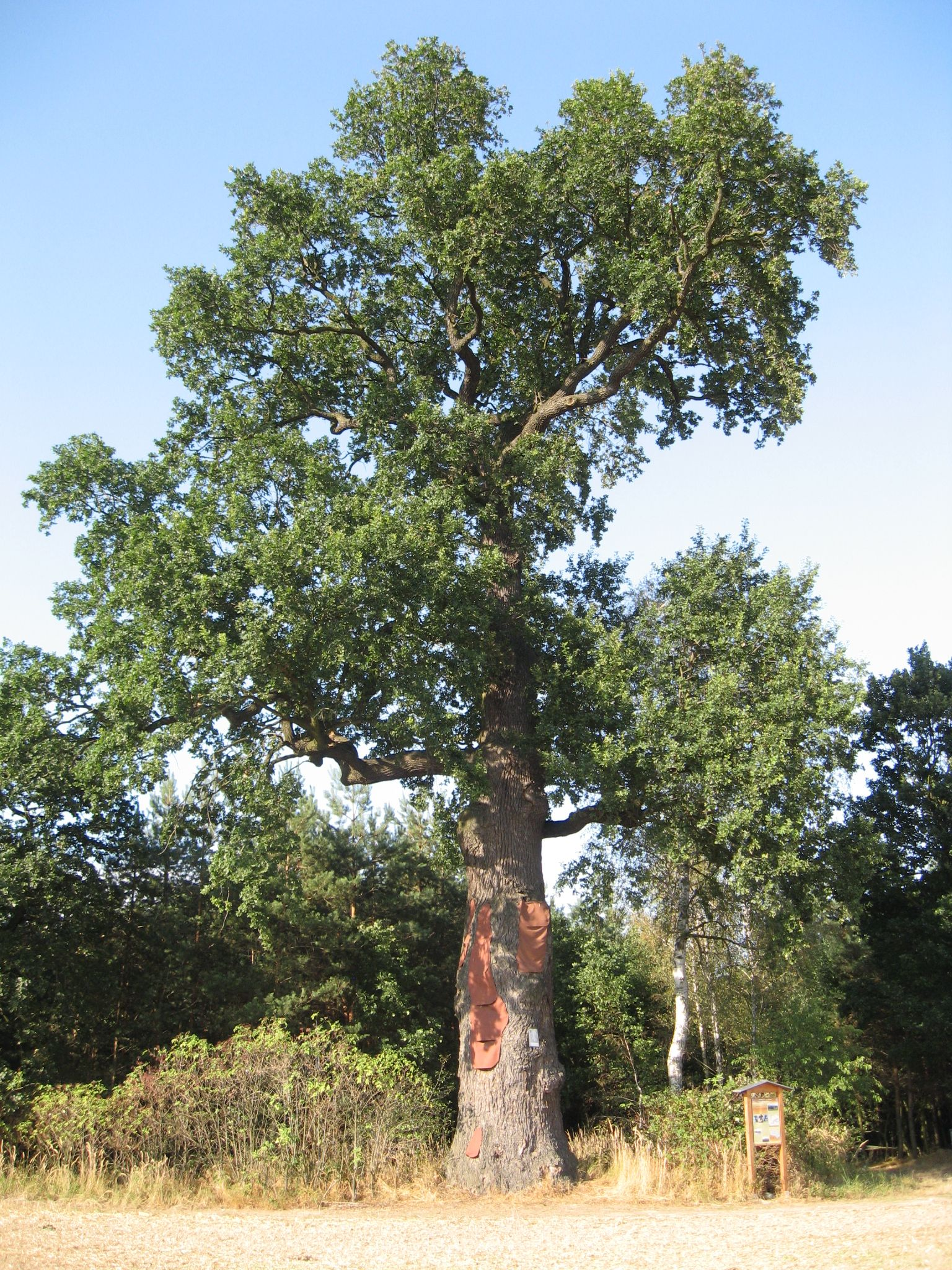
Struhalův dub